# Trigonopsis schunkei
Trigonopsis schunkei är en biart som beskrevs av Vardy 1978. Trigonopsis schunkei ingår i släktet Trigonopsis och familjen grävsteklar. Inga underarter finns listade i Catalogue of Life.